# 装在套子里的人

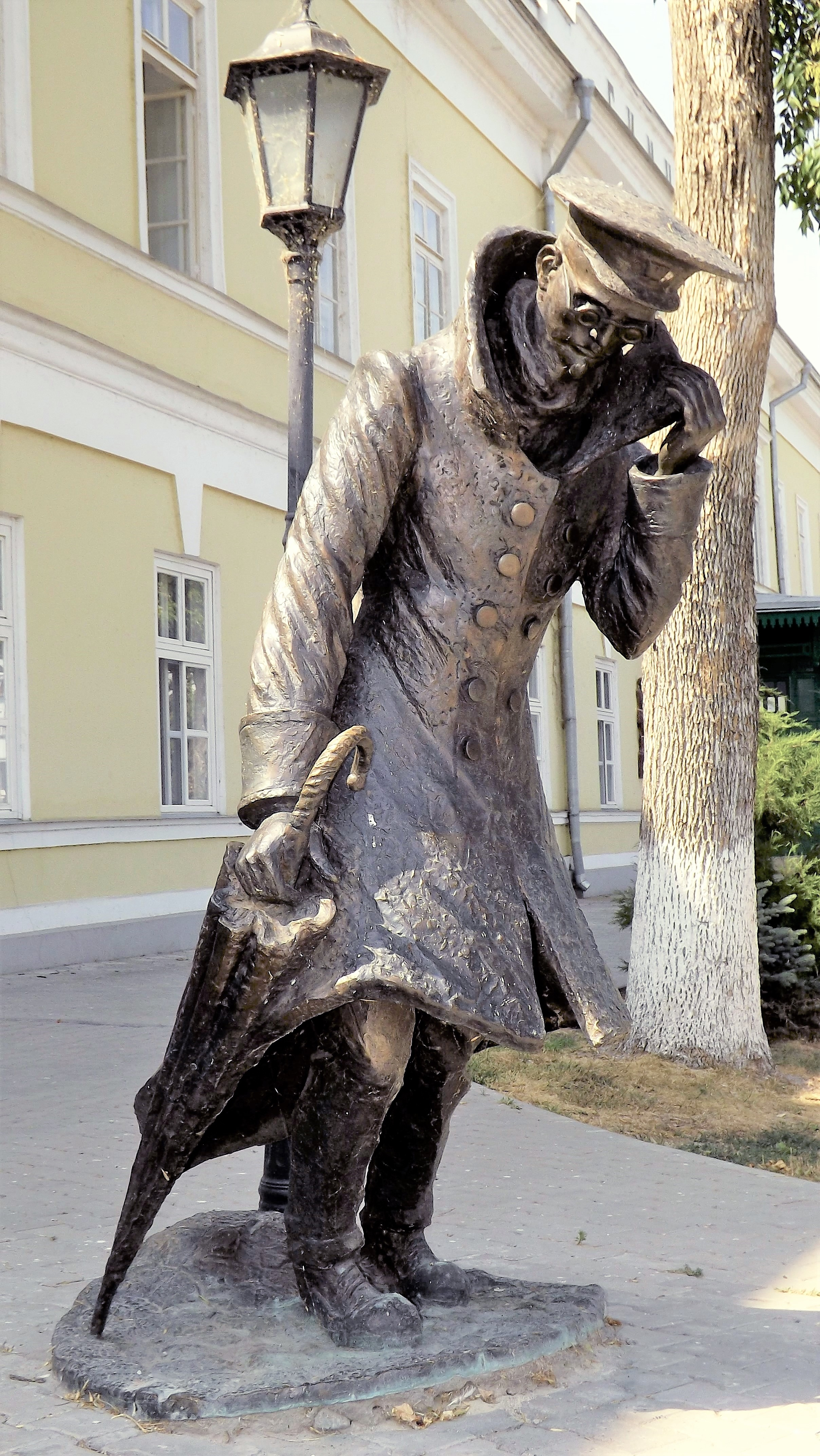
俄罗斯塔甘羅格街头的别里科夫像

《装在套子里的人》（俄语：Человек в футляре，又译《套中人》），是俄国著名作家安东·帕夫洛维奇·契诃夫于1898年发表的一篇批判现实主义风格的短篇小说，也是其代表作之一，被翻译为多国语言。运用讽刺的写作手法刻画出了一个保守、反动、扼杀一切新思想的“装在套子里的人”的典型形象。小说旨在抨击当时的社会风气和俄国沙皇独裁专制的政治体制，并冀望新的社会制度的到来。《套中人》、《醋栗》、《关于爱情》被合称为“小三部曲”。

## 出版
小说作于法国滨海城市尼斯。1898年6月15日，契诃夫将小说发给当时俄国最著名的杂志——《俄罗斯思想》（Russkaya Mysl）的编辑维克多·戈尔采夫（Viktor Goltsev）。同年7月，小说在杂志的第七期出版。在此后的两次再版中，文字略有改动。

## 影响
小说具有国际影响力，翻译成多种语言。中华人民共和国人民教育出版社出版的高中语文《外国小说鉴赏·选修》一书中选入此文。